# Spaanse Water
Spaanse Water är en vik i Curaçao. Den ligger i den sydöstra delen av landet, 10 km sydost om huvudstaden Willemstad. 